# 戈特利布·哈伯兰特
戈特利布·哈伯兰特（德語：Gottlieb Haberlandt，1854年11月28日—1945年1月30日）是一位奥地利植物学家，1902年发表了《植物离体细胞培养实验》，最早提出植物組織培養的可能性，即植物细胞都具有全能性。